# Sieben Winter in Teheran
Sieben Winter in Teheran (títol internacional Seven Winters in Tehran) és un documental alemany-francès de Steffi Niederzoll, que es va projectar la seva estrena mundial el febrer de 2023 al 73è Festival Internacional de Cinema de Berlín com a pel·lícula d'obertura de la secció Perspektive Deutsches Kino.

## Argument
El 16 de desembre de 2009, l'estudiant Reyhaneh Jabbari va ser condemnada a mort per assassinat a Teheran. En un acte d'autodefensa, quan tenia 19 anys el 2007, va defensar un intent de violació apunyalant l'autor. El cas judicial i el veredicte resultant van provocar indignació i protestes internacionals.
La pel·lícula reconstrueix el cas utilitzant enregistraments de vídeo personals, alguns dels quals es van gravar en secret, declaracions i records de la seva família i companys presoners, així com cartes personals escrites per Reyhaneh Jabbari a la presó de Gohardasht a Karaj.ref>Filme | Sieben Winter in Teheran, auf madeingermany-film.de</ref>

## Producció
El 2017, Steffi Niederzoll i Shole Pakravan, la mare de Jabbari, es van conèixer a Istanbul a través de coneguts mutus. Pakravan va volar a Turquia amb la seva filla petita amb el material que més tard va ser la base de la pel·lícula. El marit i la segona filla de Pakravan es van quedar a Teheran. Va poder venir a Alemanya el 2021, el marit encara no tenia el passaport el 2023.
Sieben Winter in Teheran va ser produït per la productora alemanya Made in Germany Filmproduktion en coproducció amb les productores franceses Gloria Films Production i TS Productions així com la Westdeutscher Rundfunk.
El modelista Gali Blay, que ja havia treballat per a Asteroid City i Matrix Resurrections, va recrear les ubicacions per a les quals no hi havia material pel·lícula disponible. Va treballar juntament amb la modelista Nadja Safvat.
La coneguda actriu iraniana Zar Amir Ebrahimi es va fer càrrec de la veu narrativa de Reyhaneh Jabbari.
La pel·lícula va ser finançada per BKM, CNC Mini-Traité, Eurimages, FFA Mini-Traité, Film- und Medienstiftung NRW, Région Ile-de-France.

## Llibre per a la pel·lícula
De cara a l'estrena mundial, el llibre Wie man ein Schmetterling wird – Das kurze, mutige Leben meiner Tochter Reyhaneh Jabbari (Com em vaig convertir en papallona. La vida curta i coratjosa de Reyhaneh Jabbari) de Shole Pakravan, la mare de Reyhaneh Jabbari, i la directora Steffi Niederzoll es va publicar a Berlin Verlag.

## Recepció

### Publicació
La pel·lícula es va estrenar a França el 29 de març de 2023 a més d'un centenar de cinemes d'arreu del país. L'estrena al cinema a Alemanya i Àustria està prevista per al 14 de setembre de 2023.

### Crítica
El programa ttt – titel, thesen, temperamente va descriure la pel·lícula com una "crida a la resistència contra l'opressió, no només, sinó també a l'Iran, on els manifestants tornen a ser amenaçats amb la pena de mort".
Marina D. Richter va escriure a la seva ressenya per a Asian Movie Pulse que "la pel·lícula està beneïda per l'edició dinàmica de Nicole Kortlüke, que dóna la sensació de veure un drama de suspens".

### Premis i festivals de cinema
A la Berlinale, la pel·lícula va guanyar el Premi Kompass-Perspektive i el Peace Film Prize, i també va rebre nominacions per al Premi al millor documental de la Berlinale i al Premi de Cinema d'Amnistia Internacional.
La pel·lícula es va estrenar internacional el març  del CPH:DOX de 2023 en competició pel F:act Award, amb el qual també va ser guardonada. També va ser vista al Festival Internacional de Cinema i Fòrum sobre Drets Humans de Ginebra (FIFDH) al concurs Documentals creatius , on la pel·lícula va rebre una menció honorífica, així com al Human Rights Watch Film Festival a Londres. Al Movies that Matter Festival a la Haia, la pel·lícula va ser guardonada amb el Activist Documentary Award.
L'abril de 2023, Niederzoll va rebre el Premi Roman Brodman de documental polític per Sieben Winter in Teheran atorgat per la Haus des Dokumentarfilms, l’Europäischen Medienforum Stuttgart e.V. (HDF) i l’Institut für Medien- und Kommunikationspolitik. La pel·lícula també va participar al Hot Docs Festival canadenc de 2023 i va ser una de les 20 pel·lícules més populars escollides pels espectadors. El juny de 2023, Niederzoll va rebre el Premi Especial del 22è Friedenspreis des Deutschen Films – Die Brücke.
El 2024 Sieben Winter in Teheran va rebre el Bayerischer Filmpreis. El jurat va justificar la seva elecció de la següent manera: “La cineasta i el seu equip se submergeixen amb dedicació en una cultura i una llengua estrangeres per exposar les injustícies del sistema legal iranià. La pel·lícula fascina per la integració intel·ligent de diversos materials sonors, que es combinen amb la visualització per formar una obra d'art única."
A la cerimònia de lliurament dels Deutscher Filmpreis 2024 Sieben Winter in Teheran va ser premiat en les categories "Millor pel·lícula documental" (Melanie Andernach , Knut Losen i Steffi Niederzoll) i "Millor edició" (Nicole Kortlüke).
El novembre de 2024 va rebre a Barcelona el Premi Ondas internacional de televisió.